# Radio Free Europe/Radio Liberty

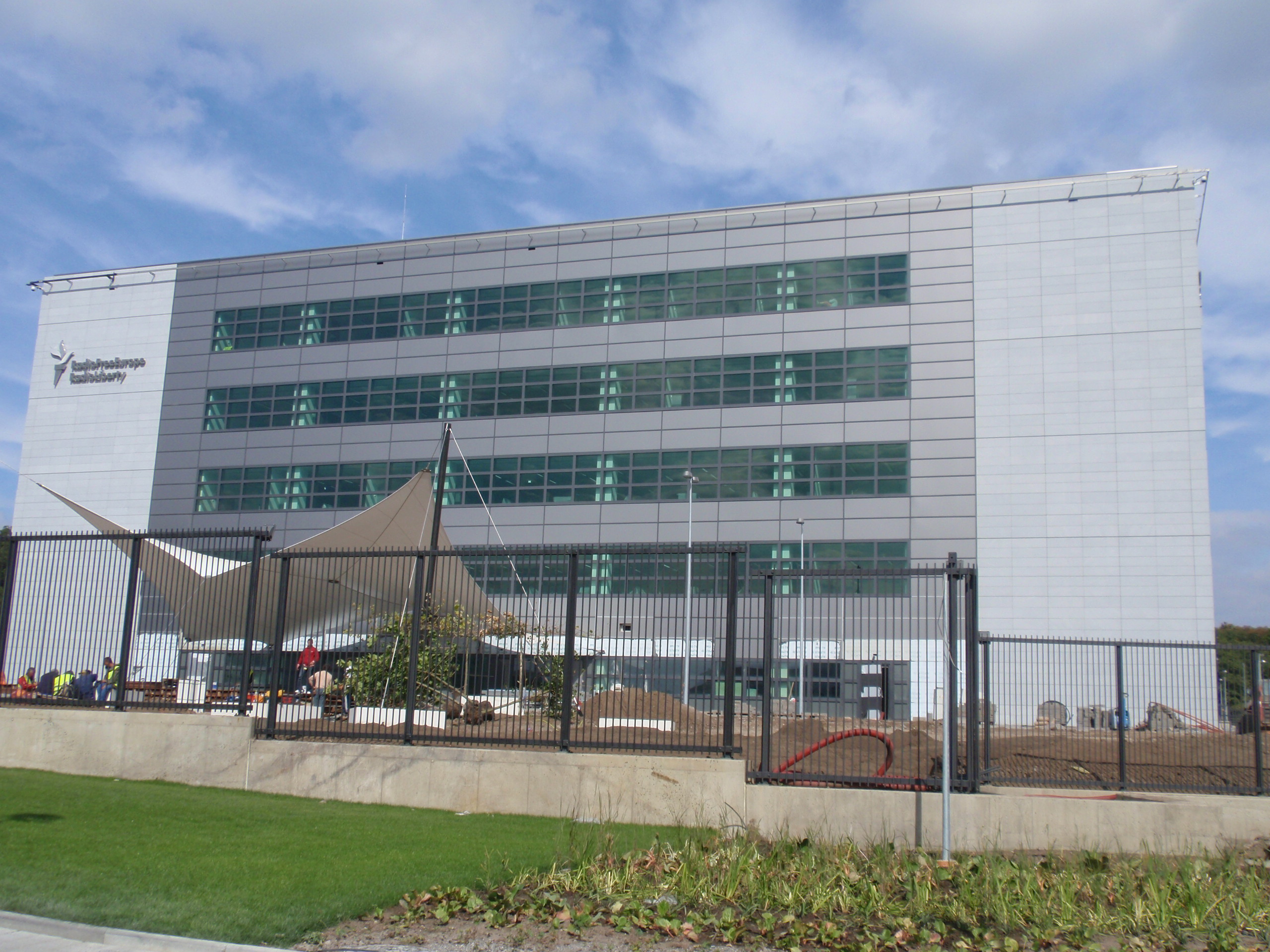
Gebouw van Radio Free Europe in Praag

Radio Free Europe/Radio Liberty (RFE/RL) is een radio- en communicatie-station dat in 1976 ontstond uit een fusie van Radio Free Europe (uit 1949) en Radio Liberty (uit 1953).

## Geschiedenis
Radio Free Europe werd in 1949 in Berlijn gesticht door de National Committee for a Free Europe, onderdeel van de Central Intelligence Agency (CIA). Deze Free Europe Committee, destijds onder leiding van John Foster Dulles, was een van vele middelen in de Amerikaanse ideologische strijd tegen het communisme.
Vanaf 1950 werden uitgezonden naar Bulgarije, Tsjechoslowakije, Hongarije, Polen en Roemenië. In 1953 werd de Sovjet-Unie toegevoegd in het Russisch en 17 andere nationale talen. RFE informeerde het Oostblok met westerse standpunten. In 1971 staakte de CIA de financiering en werd dit overgenomen door het Amerikaans congres via de Board for International Broadcasting.
Vanaf 1989 werden diverse kantoren van de organisatie geopend in het werkgebied, om de nieuwe onafhankelijke staten te helpen bij de opleiding een nieuwe generatie lokale journalisten. De organisatie is tegenwoordig verspreid over Europa en het Midden-Oosten. RFE/RL is daarna gevestigd in Praag.

### Rusland
Na de mislukte staatsgreep in augustus 1991 gaf de nieuwe Russische president Boris Jeltsin RFE/RL toestemming zich in Moskou te vestigen. Hij was onder de indruk van de feitelijke en waarheidsgetrouwe verslaglegging door de zender tijdens de recente gebeurtenissen.
Aan de uitzendingen vanuit Moskou kwam een einde tijdens de Russische inval in Oekraïne. Op 4 maart 2022 vroeg de Russische regering het faillissement van de zender aan vanwege de vele openstaande boetes. RFE/RL had namelijk sinds 2017 geweigerd om bij elk item te melden dat ze een "buitenlandse agent" waren, zoals de wet sindsdien voorschreef. Daar kwam in 2022 nog bij, dat de afzonderlijke redacteuren ook bij elke post op de sociale media moesten vermelden, dat ze buitenlandse agenten waren.
In februari 2024 kreeg RFE/RL het predicaat ongewenste organisatie van de Russische autoriteiten. Russische burgers kunnen tot vijf jaar gevangenisstraf krijgen als ze werken bij dit soort organisaties, ze helpen of financieel ondersteunen.

### Einde Amerikaanse financiering
Onder president Trump werd de financiering van de zender door de Verenigde Staten in maart 2025 stopgezet. Volgens het Witte Huis zal de Amerikaanse belastingbetaler niet langer betalen voor "radicale propaganda”.
Na het Amerikaanse besluit heeft de Tsjechische regering het initiatief genomen om RFE te financieren met geld van de Europese Unie. Tien lidstaten, Litouwen, Letland, Estland, Polen, Zweden, Oostenrijk, Duitsland, België, Slovenië en Nederland, steunen dit initiatief. De EU-commissaris voor Handel, Maroš Šefčovič, meldde dat de Europese Commissie manieren gaat bestuderen om RFE te helpen.
Een week later kondigde de regering-Trump aan de financiering voorlopig in tact te laten, nadat een rechtbank een tijdelijk verbod uitsprak tegen de bezuiniging. Het Witte Huis gaf daarbij aan de mogelijkheid open te houden op een later moment de financiering alsnog stop te zetten.

## Activiteiten
Er wordt meer dan 1000 uren per week uitgezonden, in 27 talen, via korte golf, AM, FM en internet. RFE/RL kan worden ontvangen in 23 landen en bereikt ongeveer 50 miljoen mensen wekelijks. De organisatie is gebaseerd op het aanprijzen van de waarden van de democratie en instellingen, door het verspreiden van feitelijke informatie en ideeën. Er zijn 1700 medewerkers actief verdeeld over 20 kantoren.
De bronnen blijven in rapportages vaak anoniem gezien de consequenties van samenwerking met RFE. In sommige landen zoals Iran en Oezbekistan is de organisatie verboden, maar ook in andere landen lopen verslaggevers van de organisatie gevaar voor arrestatie. Redenen voor de blokkering zijn onder andere dat RFE veel aandacht besteedt aan de rechten van minderheden en zeer kritisch is over de betreffende regeringen.

## Onderscheidingen
- 2002: Four Freedoms Award voor vrijheid van meningsuiting

## Trivia
Op 21 februari 1980 blies Carlos de Jakhals het hoofdkantoor van RFE in München op.